# センメルヴェイス・イグナーツ
センメルヴェイス・イグナーツ・フュレプ (ハンガリー語: Semmelweis Ignác Fülöp [sɛmːmɛlvɛjs ignɑ̈ːʦ fyløp] 1818年7月1日 - 1865年8月13日) またはイグナーツ・フィーリプ・ゼメルヴァイス (ドイツ語: Ignaz Philipp Semmelweis ドイツ語: [ɪɡnaːts zɛmlvaɪs]) は、ドイツ系ハンガリー人の医師。手洗いなどの消毒法の先駆者として知られ、「母親たちの救い主」とも呼ばれる。19世紀中ごろには産褥熱の発生数が多く、産婦の死亡率も高かった。特にウィーン総合病院第一産科では、一般的な助産師による出産と比べ死亡率が3倍も高くなっていた。ここに勤務していたセンメルヴェイスは、産褥熱の発生数を調査し、1847年、産科医が次亜塩素酸カルシウムで手を消毒することで劇的に産婦の死亡率を下げることが出来ることを発見し、"Die Aetiologie, der Begriff und die Prophylaxis des Kindbettfiebers"（産褥熱の病理、概要と予防法）と題した本にまとめて出版した。
センメルヴェイスは手洗い法が死亡率を1パーセント未満にまで下げられる科学的な証拠を数多く示したが、この方法は当時の医学界に受け入れられず、むしろ彼に怒りを示したり嘲笑したりする医師さえいた。1865年、センメルヴェイスは神経衰弱に陥り、精神科病棟に入れられた。そしてここで衛兵から暴行を受けた際の傷がもとで、47歳にして膿血症で死去した。しかし彼の死後数年を経て、ルイ・パスツールが細菌論を、ジョセフ・リスターが消毒法を確立し、センメルヴェイスの理論は広く認められるようになった。

## 家族と前半生

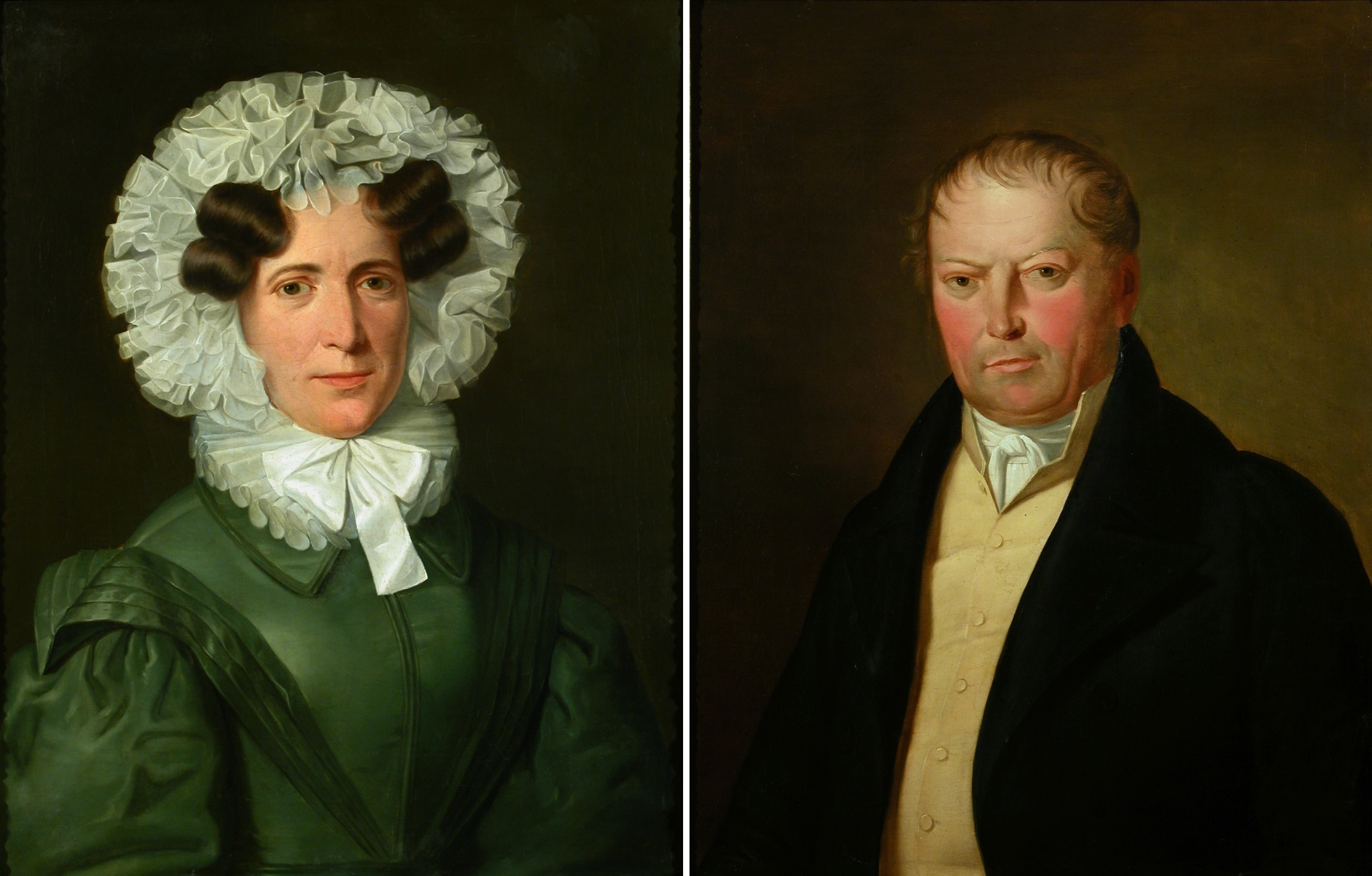
母ミュラー・テレーズと、父センメルヴェイス・ヨージェフ

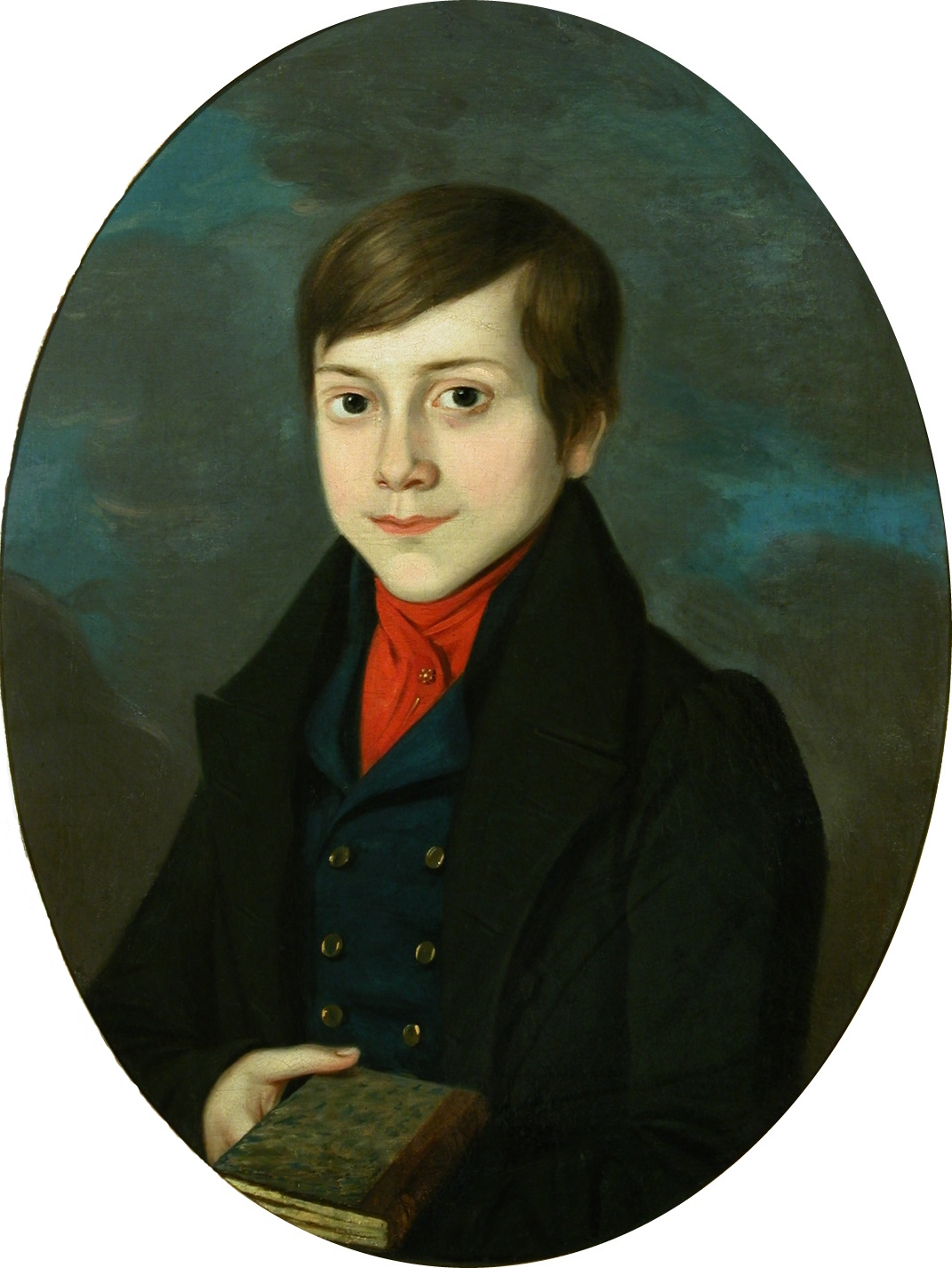
センメルヴェイス・イグナーツ（1830年）

センメルヴェイス・イグナーツは、1818年7月1日にブダ近郊のタバーン（現在はブダペストの一部）で生まれた。
父ヨージェフはキスマルトン（現オーストリア・アイゼンシュタット、当時はハンガリー王国内）出身のドイツ人で、1806年にブダで店を開く権利を得て、タバーンのメインドル・ハウス（アプロード通り1-3、現在はセンメルヴェイス医学史博物館）にzum Weißen Elefanten（白象店）という店をかまえ、スパイスと一般消費財の卸売りを始めた。ヨージェフの商売は成功し、1810年までに車大工ミュラー・フュレプの娘テレーズと結婚した。イグナーツは、この夫婦の10人の子供のうち5番目の子であった。
センメルヴェイス・イグナーツは1837年にウィーン大学で法学を学び始めたが、翌年に医学へ転向した。その理由は分かっていない。彼は1844年に博士号をとったが、内科の職を取れなかったため産科を専門にすることにした。彼の師には、カール・フォン・ロキタンスキー、ヨーゼフ・シュコダ、フェルディナント・フォン・ヘブラらがいる。

## 死体粒子理論と消毒法

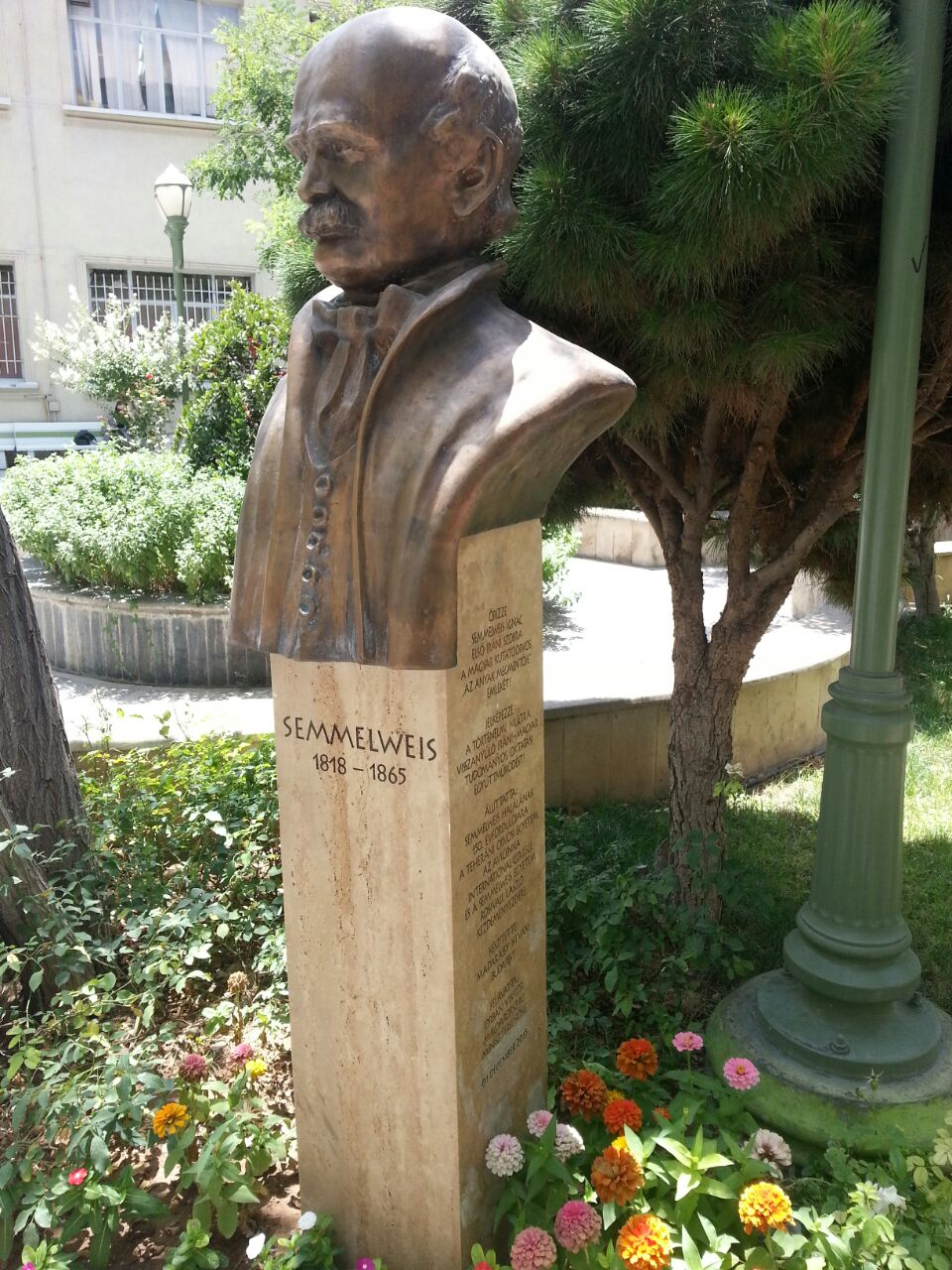
テヘラン大学にあるセンメルヴェイスの胸像

1844年7月1日、センメルヴェイスはウィーン産科病院の研修医の助手となり、次いで1846年7月1日、センメルヴェイスはウィーン総合病院第一産院のヨハン・クライン教授の助手となった。これは現在のチーフレジデントに近い地位であった。彼の仕事は、教授の回診の準備のために毎朝患者の検査を行い、難産の指揮をとり、学生に教えるなどで、記録をとる事務的な仕事も受け持っていた。しかし同年10月20日、前任者のフランツ・ブライト博士が突然戻ってきたため、センメルヴェイスは降格させられた。翌1847年3月20日にフランツ・ブライト博士がテュービンゲンの大学教授に転任したため、センメルヴェイスは元の職に復帰した。
産科の制度は、非嫡出子が殺される（子殺し）問題に対処するためにヨーロッパ全土で導入が進んでいた。恵まれない環境の女性でも無料で医療が受けられる代わりに、産婦たちは医師や助産師の訓練台とされた。ウィーン総合病院には2つの産科があり、第一産科では産婦の10パーセントが産褥熱などにより死亡していた。一方で第二産科での死亡率は4パーセントに満たず、この差異は院外にも知れ渡っていた。両産科は日替わりで診療を行っていたが、妊婦たちは評判の悪い第一産科よりも第二産科にかかりたがった。センメルヴェイスによれば、女性たちが医師たちの足にすがりついてまで、必死に第一産科に回されないよう請うたという。中には、「病院に行く途中で生まれた」と称して院外で出産する妊婦もいた。彼女たちは産院で出産すること自体に利を見出さなかったのである。センメルヴェイスは、むしろこうした街中で出産した場合の方が、産褥熱にかかる例が少ないという事実に困惑した。「私には、街中で出産する妊婦の方が、少なくとも産院で出産する妊婦よりは健康を損ないやすい、という方が理にかなっているように思えた。（中略）いったい何が、産院の外で出産する者を、破壊的で不明な風土病の影響から守っているというのか？」
またセンメルヴェイスは、自分の所属する第一産科が第二産科よりはるかに高い死亡率を出していることにも悩まされていた。このことは「まるで生命が無価値であるかのように、私を惨めな気持ちにさせた」。一見して、二つの産科の技術には大きな差異は無かった。センメルヴェイスはごく細部の差異を、宗教的な部分すら含めて見つけ出そうとした。結局、大きな違いは働いている人間が違うということだけだった。第一産科は医学生の教育のための医院であるのに対し、第二産科では1841年に選ばれた助産婦だけが勤務していた。
|      | 第一産科 | 第一産科 | 第一産科   |  | 第二産科 | 第二産科 | 第二産科   |
| 年   | 出生数   | 死亡数   | 死亡率 (%) |  | 出生数   | 死亡数   | 死亡率 (%) |
| 1841 | 3,036    | 237      | 7.8        |  | 2,442    | 86       | 3.5        |
| 1842 | 3,287    | 518      | 15.8       |  | 2,659    | 202      | 7.6        |
| 1843 | 3,060    | 274      | 9.0        |  | 2,739    | 164      | 6.0        |
| 1844 | 3,157    | 260      | 8.2        |  | 2,956    | 68       | 2.3        |
| 1845 | 3,492    | 241      | 6.9        |  | 3,241    | 66       | 2.0        |
| 1846 | 4,010    | 459      | 11.4       |  | 3,754    | 105      | 2.8        |

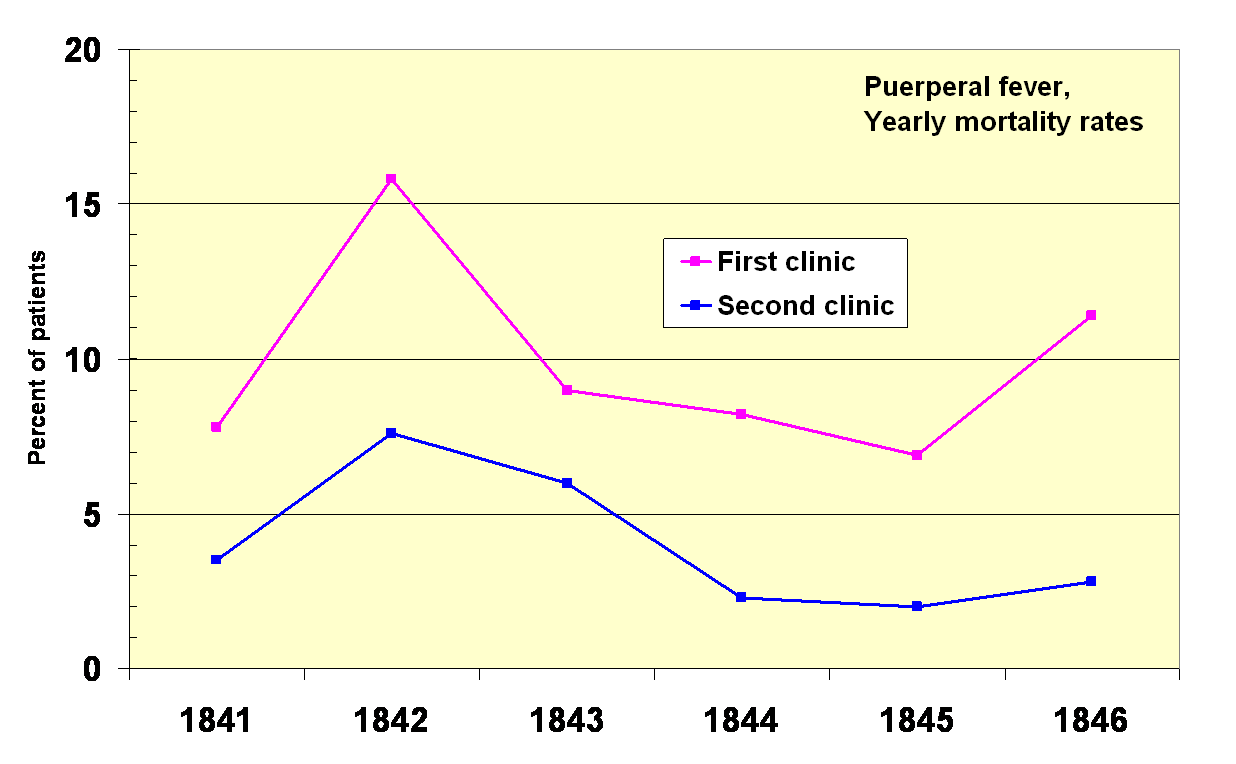
ウィーン総合大学の第一産科・第二産科における、1841年から1846年までの患者死亡率の推移。総じて第一産科の死亡率が第二産科を上回っている。

まずセンメルヴェイスは、人間の過密具合の差異を除外した。いつも第二産科の方が混みあっているのに、死亡率は低いからである。また気候条件も、両産科で同じであるため除外された。大きな進展が起きたのは1847年である。この年、センメルヴェイスの友人でもあった同僚のヤコブ・コレチカが、産褥熱で死亡した患者の遺体の検体解剖を学生らに指導していた際に誤ってメスで指を傷つけてしまい、その後自身が産褥熱に似た症状を発して死去してしまった。センメルヴェイスは、ここに死体の「汚染」と産褥熱との関係を見出した。
最終的に、センメルヴェイスは、「手についた微粒子」（an der Hand klebende Cadavertheile）が、第一産科の中で解剖室から患者に移されているのだと結論付けた。この考えは、死亡率の低い第二産科の見習い助産師が解剖に参加せず、遺体と接触していないことにも裏付けられていた。
当時、ウィーンではまだ細菌の概念が受け入れられていなかった。そのため、センメルヴェイスは未知の「死体粒子」が産褥熱を引き起こすのだとした。彼はその解決策として、解剖室での仕事と患者の検査の仕事の間でさらし粉（次亜塩素酸カルシウム）を使って手を洗浄する、という消毒法を提示した。彼が次亜塩素酸カルシウムを選んだのは、産褥熱遺体を取り扱った後の解剖台の臭いを消すのに塩素消毒が最も効果的であったことから、次亜塩素酸カルシウムには死体の有毒で汚染された粒子を消す働きがあるのではないか、と考えたためであった。
1847年4月の時点で、第一産科の死亡率は18.3パーセントであった。5月半ばにセンメルヴェイスの手洗い消毒が導入されたのち、6月には2.2パーセント、7月に1.2パーセント、8月に1.9パーセントと、劇的な死亡率低下がみられた。さらに解剖の場にも指導が入ったことで、翌年には2回も月間死亡率0パーセントを達成する快挙を成し遂げた。

## 産褥熱低減運動
センメルヴェイスの仮説は、突き詰めると「清潔さ」が産褥熱を撲滅する唯一の鍵であるというものであった。この考えは当時としては極めて急進的なもので、他のほとんどの医師には無視されたり否定されたりし、嘲笑を受けすらした。センメルヴェイスは政治的な理由で病院を追われ、ウィーンの医学界からも追放されて、故郷のブダペストに帰らざるを得なくなった。
センメルヴェイスは医学界からの冷淡な反応に憤慨し、ヨーロッパ中の主要な産科医たちに向け、彼らを無責任な人殺しだと非難する怒りの手紙を出した。しかし彼の妻を含む同時代の人々は、センメルヴェイスが発狂したとしか思わず、1865年に彼を精神病院に入れた。そのわずか14日後、センメルヴェイスは衛兵に暴力を振るわれてできた傷がもとで、敗血症で死去した。彼の死から1年後、フランスのルイ・パスツールが病気と細菌に関する理論を確立し、センメルヴェイスの理論の裏付けとなった。現在では、センメルヴェイスは殺菌消毒法の先駆者として評価されている。

### 従来の医学との対立

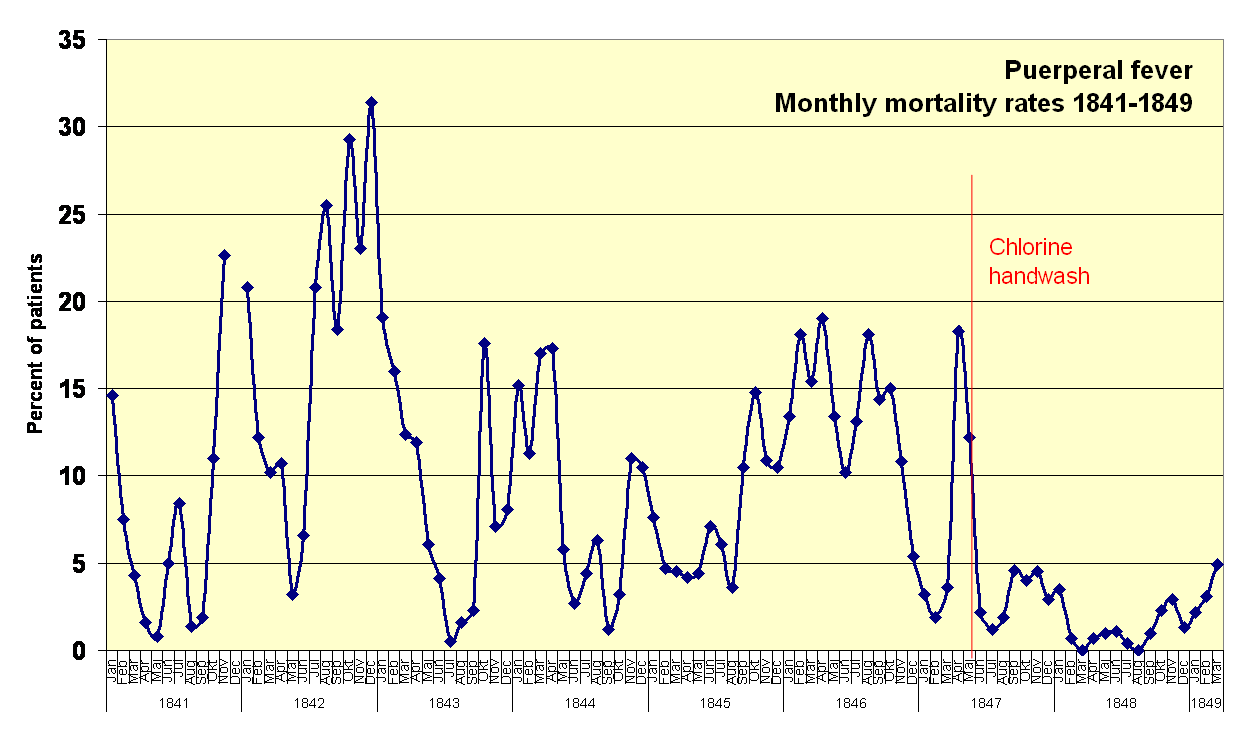
1841年から1849年までの、第一産科における産褥熱の死亡率の月ごとの推移。センメルヴェイスが塩素消毒法を導入した1847年5月半ばから、劇的な下降が確認できる。

センメルヴェイスの発見は、当時の科学界や医学界の常識とは相いれないものだった。人体についてはまだ四体液説の影響が根強く残り、病気の治療と言えば瀉血が主であった。当時の医学書では、あらゆる病気は体内のバランスが崩れて起こるものであると説明されており、患者ごとにそのバランスの崩れ方を見極めるのが医者の仕事だった。
また産褥熱で死亡した女性の遺体を解剖すると多岐にわたる症状が確認できたことから、産褥熱は一つの病気ではなく、未定義の様々な病気の総称であると考えられていた。
センメルヴェイスの成果が拒絶された現象は、頑迷な保守性の例として心理学的分析の対象とされている。また科学史家の中には、画期的な科学的発見には不特定多数の科学者たちからの反発がつきものであり、「科学の進歩を阻害する最も恐るべき障害となる」と指摘している者もいる。
結局、センメルヴェイスの考えは当時の医学界で拒絶された。彼の説は、より些細な点で反発を招いた節があった。例えば社会的に高尚な地位にある紳士を自認する一部の医者たちは、自分たちの手が不清潔なのだと示唆するようなセンメルヴェイスの説を受け入れがたかったのである。
またセンメルヴェイスは、自分の説に十分な科学的説明を与えることができなかった。それが可能になるのは、ルイ・パスツールやジョゼフ・リスターらが細菌論を確立する数十年後の事であり、センメルヴェイスには時代的制約があった。
1848年の間に、センメルヴェイスは自身がかかわるあらゆる患者に触れる際に自身の手洗い消毒法を実践し、時系列的に死亡率の推移を記録することで、産褥熱が駆逐されていく様を示した。

### 研究の発表と誤解

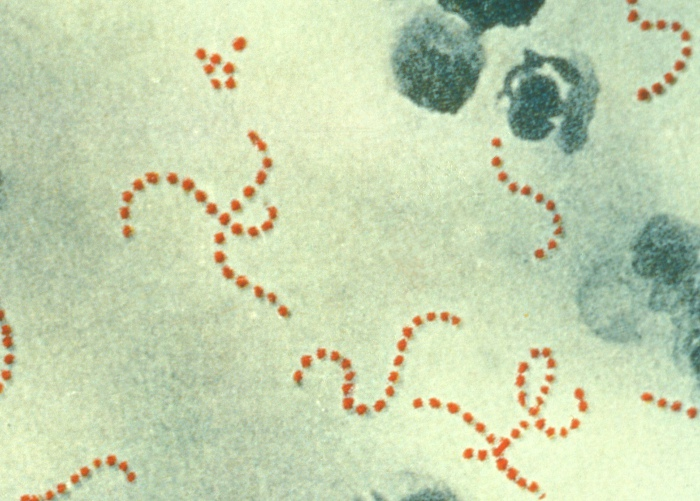
化膿レンサ球菌 (赤い点線) は、「産褥熱」と総称される妊婦の熱病の主原因である。健康な人でも喉や咽頭によく見られる。

1847年までに、センメルヴェイスの研究はヨーロッパ中に広まりつつあった。彼とその生徒たちは、主だった産科病院の理事たちに手紙を書き、研究成果を伝えた。オーストリアの主要な医学雑誌の編集者だったフェルディナント・フォン・ヘブラは、1847年12月と1848年4月の2度にわたり、誌上でセンメルヴェイスの発見を紹介した。ヘブラは、この発見がエドワード・ジェンナーの種痘法発明に匹敵するほどに重大なものであると主張した。
1848年後半、センメルヴェイスのかつての教え子の一人が、彼の業績の解説書を出した。これはロンドンの王立医学・外科協会で紹介され、有名な医学雑誌ランセットに書評が掲載された。数か月後には、また別の教え子が書いた同様の解説がフランスの雑誌に掲載された。
ウィーンにおける劇的な死亡率低減という成果がヨーロッパ中を駆け巡ったことで、センメルヴェイスは塩素消毒が広く受け入れられ、何万もの人命が救われると思っていた。しかし彼の元に届く反応の中には、後のトラブルの予兆ともいえるものがあった。彼の説に触れた医師の中に、明らかにこれを誤解する者がいたのである。例えばイギリスのジェームズ・ヤング・シンプソンは、センメルヴェイスの研究は1843年に産褥熱が伝染性であることを示唆したオリバー・ウェンデル・ホームズの研究と大して違いが無い、と考えた。センメルヴェイスの研究に対する初期の反応は、このように「彼は何も新しいことは言っていない」というものが主であった。
センメルヴェイスの研究の真に画期的だった点は、産褥熱患者から発する特定のものに限らない、あらゆる腐敗性有機物について警鐘を鳴らしたところにあった。それが無視されてしまったのは、彼の研究成果が同僚や教え子たちなどによる二次的な形でしか発表されなかったところにも問題があった。この大事な時に、センメルヴェイス自身はまだ一つも自身の成果を著述し発表していなかったのである。こうして初期に広まってしまった誤解のために、センメルヴェイスの発見は19世紀を通じて疑義を呈され続けてしまったのである。
一部の文献では、センメルヴェイス自身が自説をウィーンの学界と共有したり出版したりするのを避けていた、ということを強調している。

### 1848年革命と病院からの追放
1848年、ヨーロッパ中で革命の嵐が吹き荒れた。この政治的な混乱が、センメルヴェイスのキャリアにも影を落とすことになる。3月13日、陪審員裁判の導入と表現の自由を求めるデモが起きた。その中心となったのが、医学生と若い教員、それに郊外からくる労働者たちだった。2日後にハンガリーでもデモと蜂起が起きて革命へ発展し、支配者であるハプスブルク家のオーストリア帝国政府との全面戦争（ハンガリー革命）に突入した。ウィーンでは、最初のデモをきっかけとして数か月にわたるゼネストが行われた。
センメルヴェイスが1848年の一連の騒乱に関わっていたことを示す証拠はないが、彼の兄弟のうちの数人はハンガリーの独立運動に参加し処罰されている。センメルヴェイスもまたハンガリー出身であることから、革命に好意的だったのではないかと考えられている。対してセンメルヴェイスの上司であるヨハン・クライン教授は保守的なオーストリア人で、ハンガリーやチェコなどのオーストリア帝国内の革命の動きを憂慮していた。そのため、クラインはセンメルヴェイスを信用しないようになっていた。
センメルヴェイスの第一病院の助手としての任期が切れようという時、おそらくクラインの差し金で、カール・ブラウンが助手職に名乗りを上げ、センメルヴェイスとポストを争うことになった。ちなみに、センメルヴェイスの前任者フランツ・ブライトは2年の任期延長を認められていた。センメルヴェイスも同様に任期延長を申請し、ヨーゼフ・シュコダやカール・フォン・ロキタンスキーら医学部内の大部分の支持を得ていたが、クラインはブラウンを次の助手に選んだ。センメルヴェイスは1849年3月20日の任期切れを持って、ウィーン総合病院第一産院を後にすることになった。
この日、センメルヴェイスはウィーン当局に産科の私講師となるための認可を求めた。これは私的に学生を教え、一部の大学学部に出入りすることを許される資格であった。しかし最初の彼の申請は、クラインの反対により却下された。それでも再申請したものの、1850年10月10日まで18か月も待たされた挙句、得られたのは「理論」産科の私講師の資格であった。しかも遺体への接触や調査を禁じられ、生徒に教えるにも皮製のマネキン人形しか使うことを許されないという、極めて制限されたものであった。こうした条件を知らされたセンメルヴェイスは、数日のうちに突然ウィーンを去り、ペシュトに帰った。友人や同僚にも、引き留められることを避けるためほとんど別れを告げていなかった。彼自身は、ウィーンを離れたのは「ウィーンの医学界の主流派とやっていく中での憤懣に耐えられなかった」ためであると記している。

### ブダペストでの生活

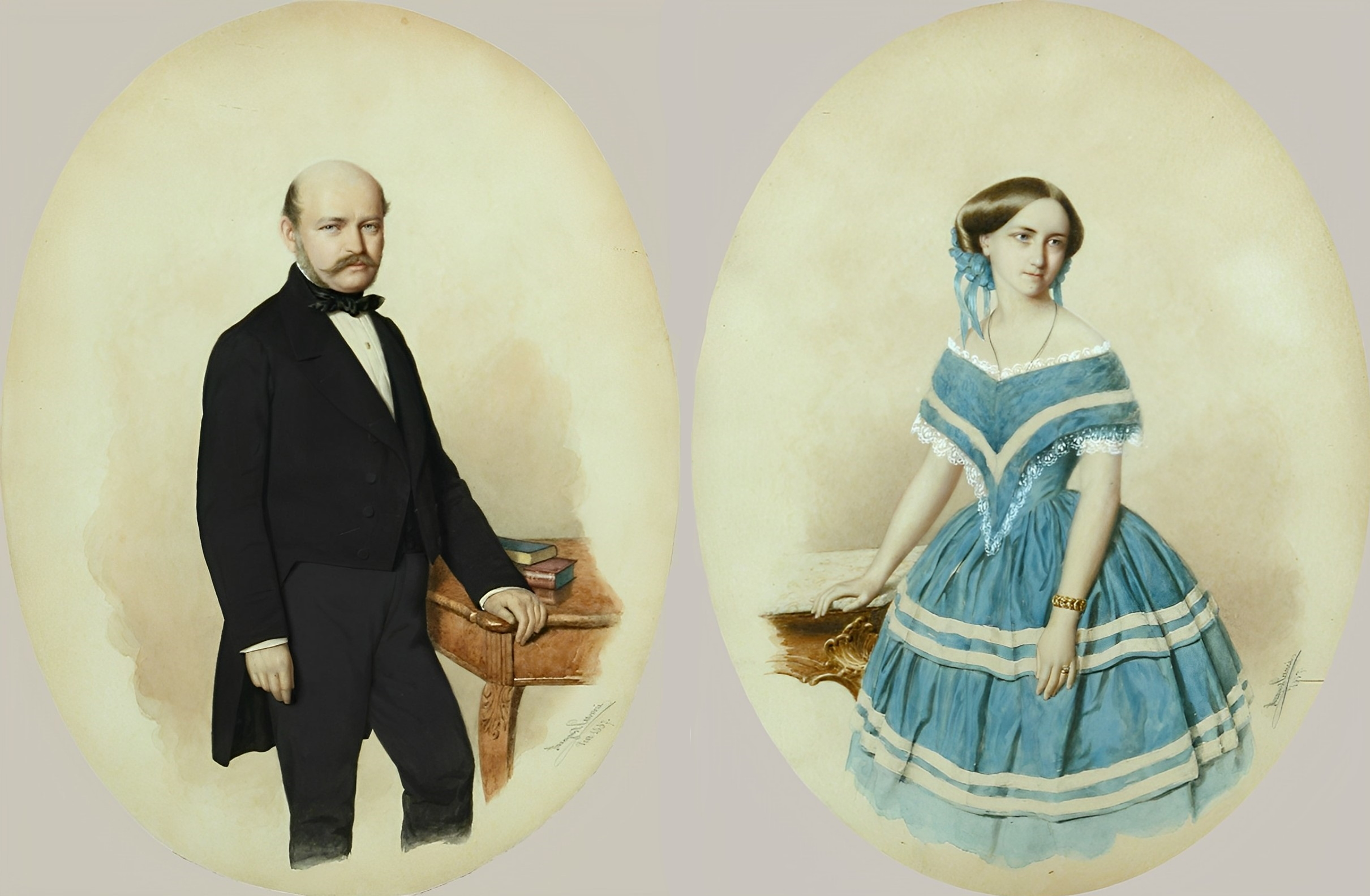
センメルヴェイス・イグナーツとマリア・ヴァイデンホーファーの結婚肖像画 (1857年)

1848年から1849年にかけて、ハンガリーでは7万人のオーストリア帝国軍が革命・独立運動を鎮圧し、指導者たちを処刑ないし逮捕し、ペシュトの一部を破壊した。センメルヴェイスがウィーンから帰ったのは1850年の事で、あまり歓迎されることはなかった。
1851年5月20日、センメルヴェイスはペシュトの小さな聖ロクス病院の名誉医院長に就任した。無報酬で取るに足らない役職だったが、彼は1857年6月まで6年間この地位にいた。この病院でも産褥熱が横行していた。ペシュトに帰って間もない1850年にこの医院を訪れた時、センメルヴェイスは一つの死んで間もない遺体と、苦しむ患者たち、そして中でも4人の病状がひどい患者たちを目にした。センメルヴェイスは1851年のうちに、この病を病院からほとんど駆逐した。1851年から1855年にかけて、933人が出産した中で、死亡したのはわずか8名（死亡率0.85パーセント）であった。
こうした明らかな実績を出しても、彼の説は他のブダペストの産科医たちに受け入れられなかった。ペシュト大学の産科教授エデ・フローリアーン・ビルイも、産褥熱は患者の腸の不衛生の結果であると信じ続け、センメルヴェイス説を採用することはなかった。そのため、主流派の腸の瀉下による治療が変わることはなかった。
1854年にビルイが死去すると、センメルヴェイスはその後任に名乗りを上げた。しかしここでも、かつてクライン教授の助手の地位を奪った宿敵カール・ブラウンが対抗馬となり、主にハンガリー人の同僚などから、センメルヴェイスを上回る支持を集めた。1855年、この職は最終的にセンメルヴェイスが勝ち取ることになった。といってもそれはセンメルヴェイスの業績が認められたからではなく、ウィーン当局が介入してきてハンガリー語を話せないブラウンがペシュト大学の教授に就くことを認めなかったためであった。教授となったセンメルヴェイスは、ペシュト大学の産院に塩素消毒を導入した。ここでも、その効果は絶大であった。
1857年、センメルヴェイスはチューリッヒ大学から産科の教授職への誘いを受けたが断った。同年、彼はペシュトの成功した商人の娘で19歳年下のマーリア・ヴァイデンホーファーと結婚した。2人の間には5人の子が生まれた。 
- アントーニア ティツィ (1864年 - 1942年)
- マーリア (1859年 - 1860年) 4か月で死去
- イグナーツ (1858年 - 1858年) 生まれて間もなく死去
- マルギット マーツィ (1861 - 1928) 未婚のまま死去。
- ベーラ (1862 - 1885) 23歳で自殺（おそらく賭博の末に背負った借金のため）[28]

### 医学界の反応

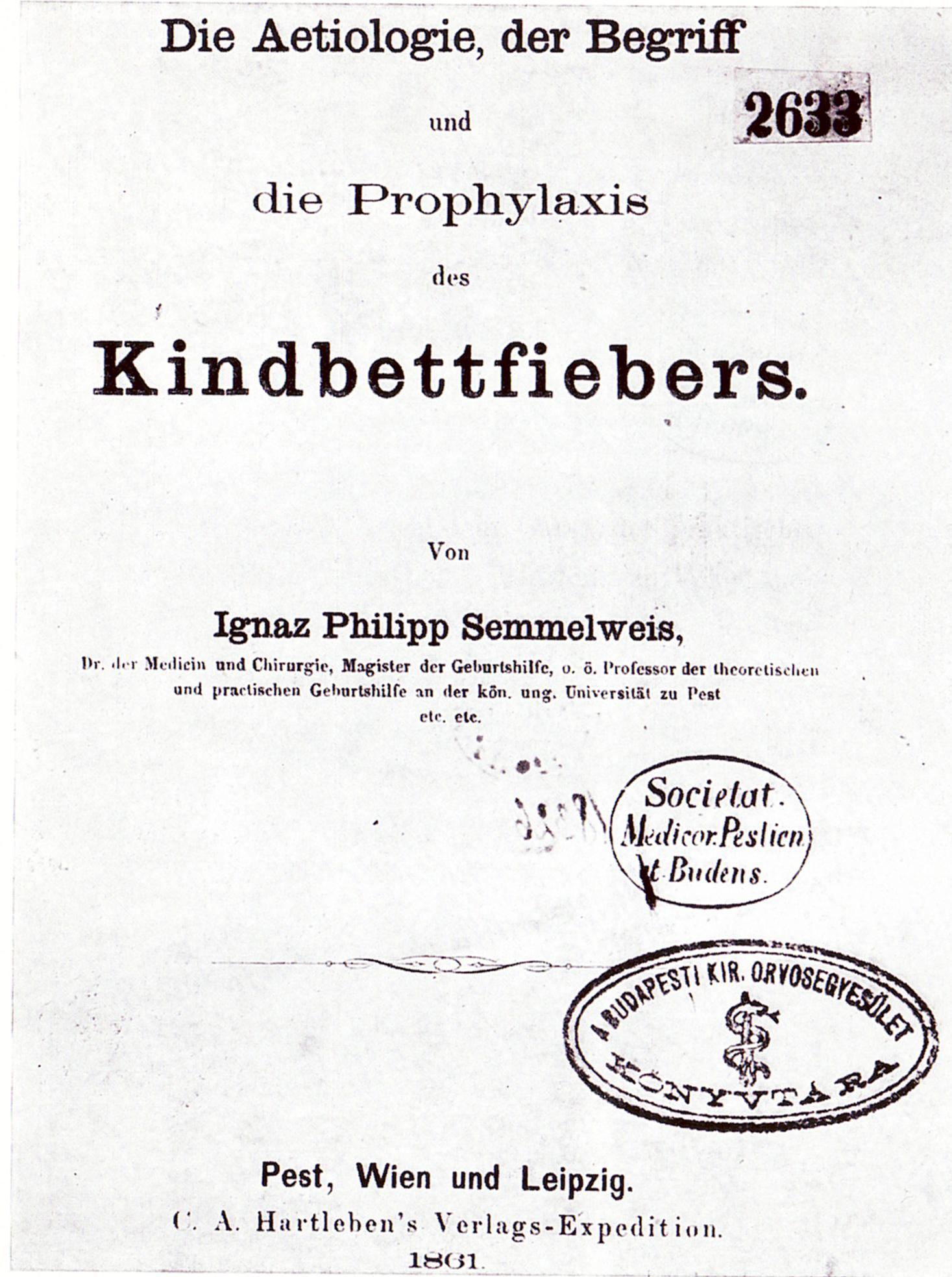
センメルヴェイスの主著: Die Ätiologie, der Begriff und die Prophylaxis des Kindbettfiebers, 1861年 (表紙)

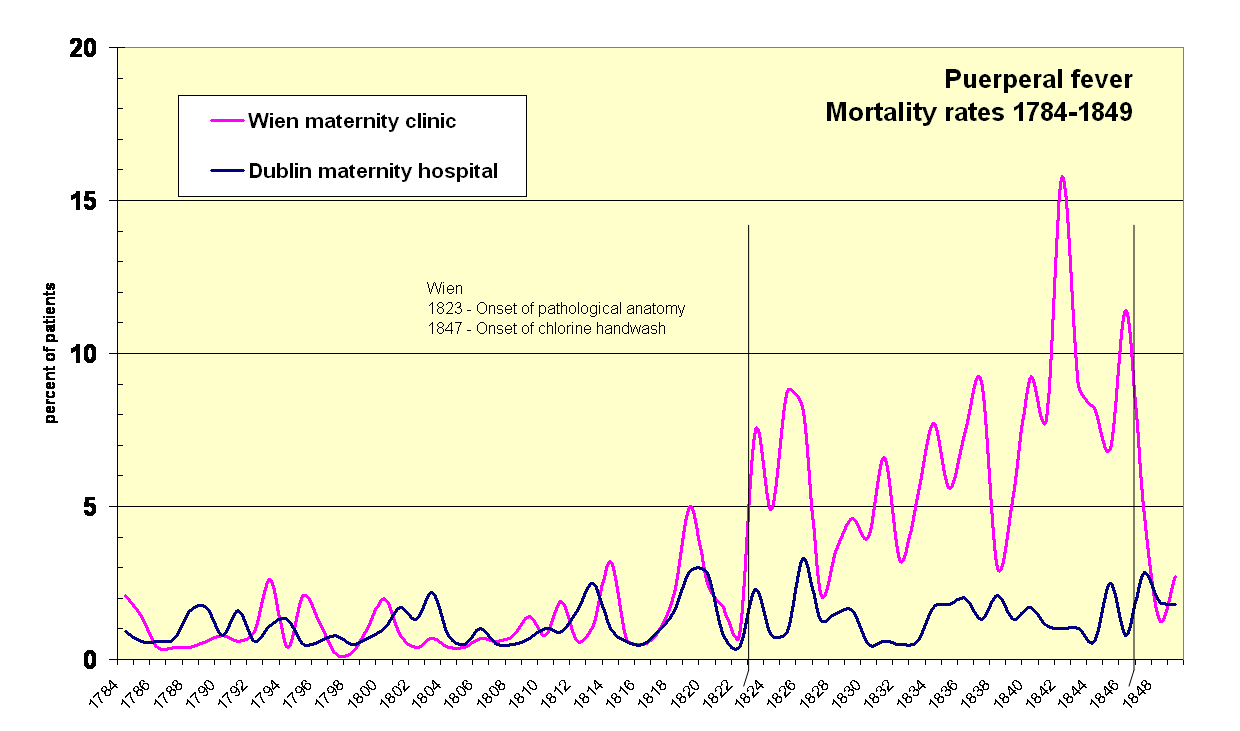
産褥熱の歴史的死亡率。1861年の著作の中で、センメルヴェイスは1823年（図中の中央の縦線）にウィーンの産科医院で病理解剖が行われて以降に致死的な産褥熱が増加したことを示した（ピンク）。1847年（右側の縦線）にセンメルヴェイスが塩素消毒を導入してから、死亡率は劇的に減少している。ちなみに、病理解剖などが行われなかったダブリンの産科医院のデータでは、同じ年代でも低い死亡率のまま推移している(藍色)。

大陸と比べ、イギリスではセンメルヴェイス説は比較的よく受け入れられた。といっても、イギリスの産科医たちは彼の理論を理解したわけではなく、単に彼ら自身の説を補強するものとしか見ていなかった。典型的なのが著名な産科医・ジャーナリストのウィリアム・タイラー・スミスで、彼は「解剖室から流れ出した瘴気が産褥熱を引き起こす」ことをセンメルヴェイスが「決定的に見抜いた」などと主張した。1848年のセンメルヴェイスの書簡に対するイギリスからの最初の反応は、ジェームズ・ヤング・シンプソンの辛辣な書簡であった。イギリスでは産褥熱を接触伝染性の病であると突き止めるところまで研究が進んでおり、シンプソンはウィーンのセンメルヴェイスがそうした研究を全く知らなかったのだと推測し、彼の先進性に気づけなかった。
1856年、センメルヴェイスの助手ヨーゼフ・フライシャーが、ロクスやペシュトでの塩素消毒法の成果をウィーンの週刊医学雑誌(Wiener Medizinische Wochenschrift)に投稿した。編集者は皮肉たっぷりに、今こそ塩素消毒理論に対する誤解が解かれるべきである、という書簡を載せた。2年後、ついにセンメルヴェイスは自分の手で『産褥熱の病原学』と題した研究書を出版した。さらに2年後には、『私とイギリスの医師たちとの間の産褥熱に関する見解の差異』と題した論文を出版した。そして1861年には、自身の研究の集大成となる『産褥熱の病理、概要と予防法』(Die Ätiologie, der Begriff und die Prophylaxis des Kindbettfiebers)を刊行した。この本の中で、センメルヴェイスは世間での自説の受容の遅さを嘆いている。「多くの講堂で、伝染性産褥熱に関する講義と私の理論をめぐる議論が鳴り響き続けている……刊行されている医学書の中で、私の説は無視されるか攻撃されるばかりだ。ヴュルツブルクの医学部など、私の説を拒絶する内容の1859年の先行論文を表彰までしている。」
カール・ブラウンは教科書の中で産褥熱の原因を30も挙げたが、その中で死体からの感染に触れているのは28個目のみであった。他には、妊娠そのものの問題や尿毒症、子宮拡大による他臓器への圧迫、感情的なトラウマ、食事、恐怖、空気感染などといった原因が挙げられていた。
こうしたセンメルヴェイスに対する反発にもかかわらず、ブラウンが第一医院の助手の地位にいた1849年4月から1853年夏までの間も、第一医院での死亡率はセンメルヴェイスの頃とあまり変わらない低い水準を保っていた。このことは、実はブラウンも熱心に塩素消毒法を実践していたことを示唆している。
ドイツの医師や自然科学者が集まった会議の場で、大部分の発表者はセンメルヴェイスの理論を否定した。反対者の中には、当時の病理学会最高の権威を誇るルドルフ・フィルヒョウもいた。このことはセンメルヴェイス説が認められなくなる重要な原因となった。ペシュト大学でのセンメルヴェイスの前任者エデ・フローリアーン・ビルイも、生涯にわたり産褥熱は患者の腸の不衛生の結果であると信じ続け、センメルヴェイス説を否定していた。プラハの産科医アウグスト・ブライスキは、センメルヴェイスの本を「世間知らず」とこき下ろし、「産科神学のクルアーン(コーラン）」などと呼んで皮肉った。彼はセンメルヴェイスが産褥熱と膿血症が同一のものであると証明していないと批判し、病理学の上ではセンメルヴェイスが主張する以外の要因も確実に含めて考慮されるべきだと主張した。コペンハーゲン産科医院長カール・エドヴァルド・マリウス・レヴィは、センメルヴェイス説で想定されている「死体粒子」なるものについての科学的な検証が留保されていることを指摘し、また標本数が話にならないほど少ないなどと酷評した。この点については、後にロベルト・コッホが、あらゆる病原は生きている人体の中でも生産されうるもので、化学的でも物理的でもなく、生物学的に確認できるものであることを示している。
もしセンメルヴェイスがより効果的に研究成果を発表し、敵対する主流派にうまく対処することができたならば、同様の抵抗があっても医学界により大きな影響を与えられたのではないか、とも指摘されている。

## 精神の衰弱と死

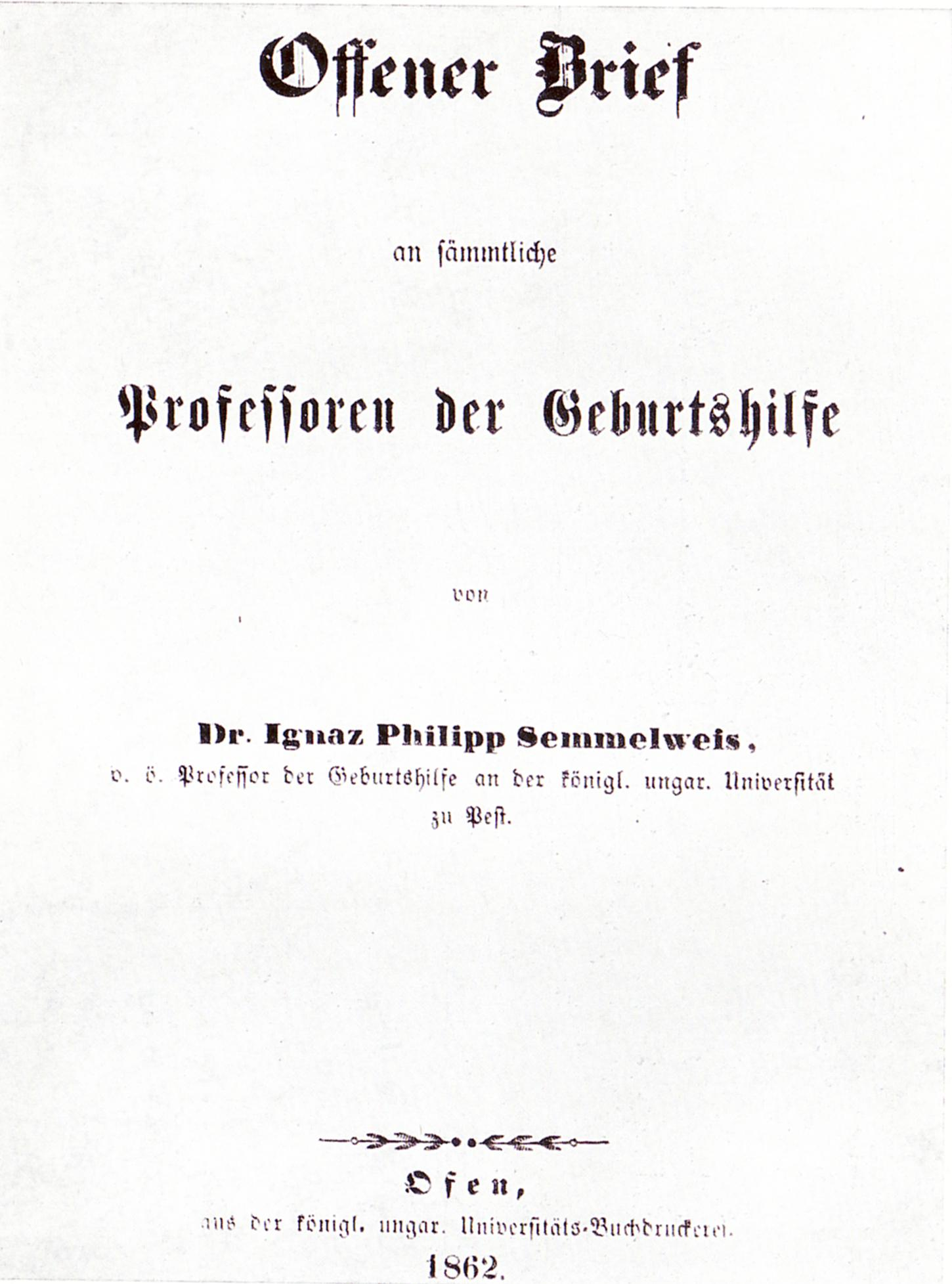
1862年の著作 すべての産科教授に向けた公開書簡

1861年初頭、センメルヴェイスは多方面からの激しい攻撃を受け、深刻な鬱・放心状態に陥っていた。1857年の肖像画と1864年の肖像画を見比べると、7年のうちに彼は明らかに老け込んでいる。彼は他人とのあらゆる会話の中で、話題を産褥熱の方向に向けようとしたという。
1861年の著作に批判が寄せられると、センメルヴェイスは公開書簡の形で反論した。その宛先は、ヨーゼフ・シュペート、フリードリヒ・ヴィルヘルム・スカンゾーニ・フォン・リヒテンフェルス、エドゥアルド・カスパー・ヤーコプ・フォン・ズィーボルト、その他「すべての産科医」となっていた。それらの書簡の内容は、悲痛と絶望、怒りに満ち、「極めてポレミック的でこの上なく攻撃的」で、センメルヴェイスの批判者たちを無責任な殺人犯だとか無知であるなどと罵るものだった。またズィーボルトに対しては、ドイツのどこかでドイツの産科医たちを集めたフォーラムを開催するよう要求し、自分は「全員が自分の説に鞍替えするまで」そこに居座る、と述べた。
1865年半ばには、センメルヴェイスの過激な対外行動に周囲の仲間たちも苛立ちと困惑を隠せなくなった。またこの頃から、センメルヴェイスは度を過ぎた大酒をあおるようになった。次第に家族と過ごす時間が少なくなり、時には売春宿に入ることまであった。妻のマリアも、夫が常軌を逸した性的行動をとるようになった変化に気づいていた。1865年7月13日、センメルヴェイスの家族は友人たちのもとを訪れたが、その間のセンメルヴェイスの行動はいよいよ異常の極みに達したようである。

何がセンメルヴェイスの苦悩の中心にあったのか、という問題は議論の対象となっているが、彼の伝記を書いたK・コデル・カーターは、何からかの本質を見出すことはできないとしている。
センメルヴェイスの精神失調の本質を見極めることは不可能である ... 急速な認知の衰えと気分の昇降を引き起こす痴呆の一種であるアルツハイマー病を患った可能性がある。数千人の女性を無料で診療した当時の産科医がよく感染した梅毒の第三期の症状かもしれないし、過労とストレスによる情緒的な疲弊だったのかもしれない。
1865年、センメルヴェイスの同僚で彼の家庭医でもあったヤーノシュ・バラッサが、センメルヴェイスを精神病院に送るための文書をまとめた。7月30日、フェルディナント・フォン・ヘブラが彼の「新しい機関」に招くと称してセンメルヴェイスをおびき出し、ウィーンのラツァレートガッセにあった精神病院に送り込んだ。事態に気づいたセンメルヴェイスは脱出を試みた。しかし数人の衛兵にひどく殴打され、拘束衣を着せられ暗闇の独房に監禁された。精神科での治療として、彼は冷水でずぶ濡れにされたり、下剤であるひまし油を飲まされたりした。そして2週間後の1865年8月13日、センメルヴェイスは右手の傷の壊疽がもとで死去した。47歳だった。この傷は、脱走を図った際のものだった可能性もある。検死の結果、死因は膿毒症、敗血症であったという結論が出された。
1865年8月15日、ウィーンで埋葬された。葬式に出席したのはわずか数人だった。ウィーンやブダペストのいくつかの医学誌には、簡潔な訃報が載せられた。ハンガリー医学・自然科学協会には、その年に死去した会員を称える記念講演を開催する旨の規定があったが、その年の記念講演でセンメルヴェイスの名が言及されることはなかった。
ペシュト大学の産科医院の役職の後任には、ヤーノシュ・ディーシャーが任じられた。まもなく患者の死亡率は6倍の6パーセントに跳ね上がったが、それについてブダペストの医師たちは何も語らず、問い合わせや抗議も無かった。ウィーンでもブダペストでも、ほとんど誰もがセンメルヴェイスの生涯と業績を認めようとしなかった。
センメルヴェイスの遺骨は1891年にブダペストへ移された。1964年10月11日には、彼のかつての生家へと移された。この家は、現在はセンメルヴェイス・イグナーツを記念した歴史博物館・図書館となっている。

## 後世への影響

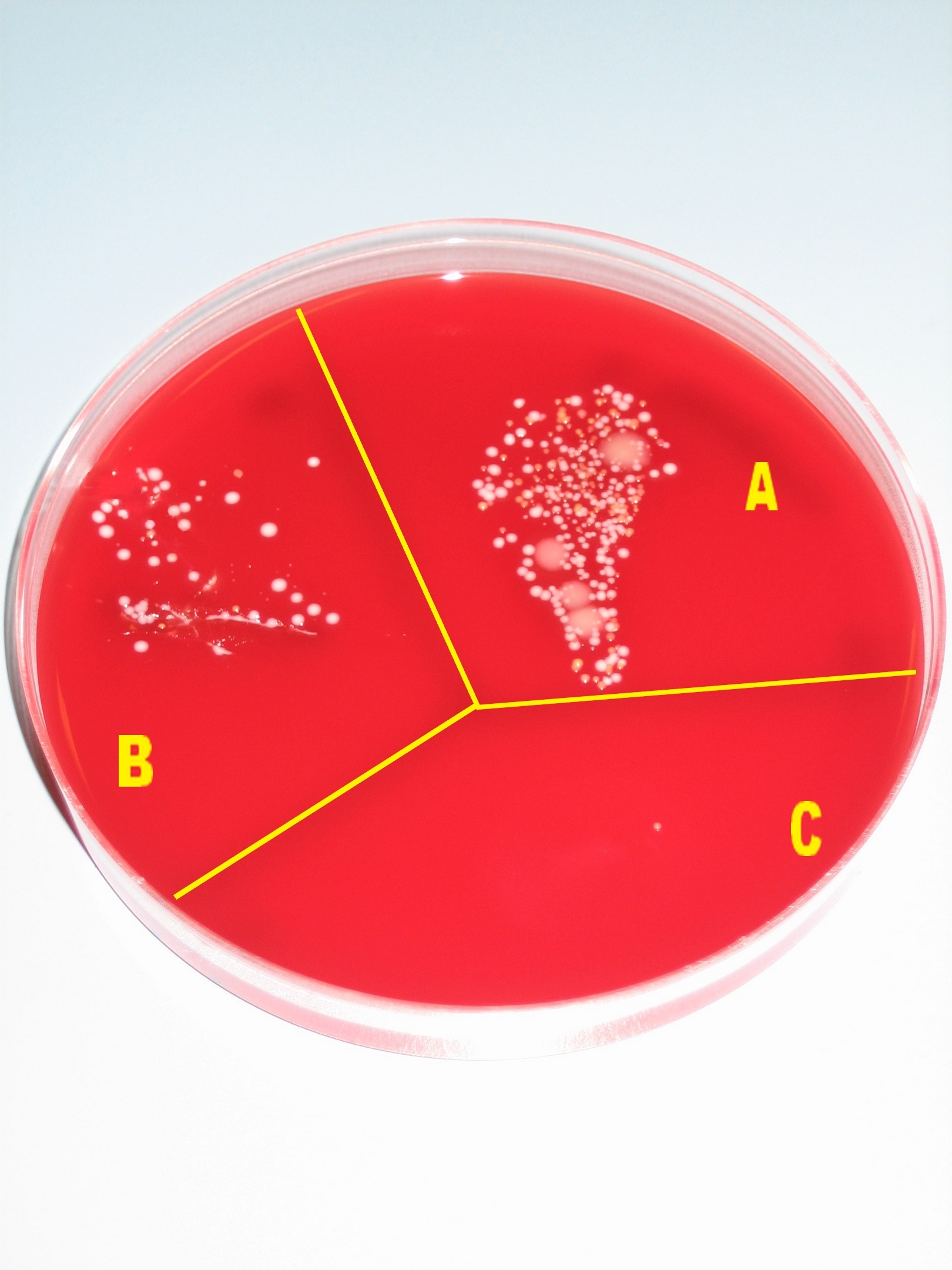
シャーレに手をあてて付いた微生物を培養した実験。Aは一切消毒していない手、Bは石鹸で洗った手、Cはアルコール消毒を行った手によるもの。

センメルヴェイスの塩素消毒法は、おそらく彼が思っていた以上に強力であった。ドイツを中心に、少なくない数の医師が手洗いを積極的に実践した。ところが、彼らもまたセンメルヴェイスの真に画期的だった点、すなわちあらゆる伝染病は不清潔からもたらされる、という原則を無視していた。例えばキールの産科教授グスタフ・アドルフ・ミハエリスは、センメルヴェイスから提言を受けて肯定的な返信を送り、その理論の最初の実践者となった。しかし彼は不清潔な病室で出産直後の従妹を診療した結果、彼女を死なせてしまい、深く責任を感じた末に自らの命をも絶ってしまった。
センメルヴェイスの理論が科学的な裏付けを得て正しく理解されるようになったのは、その死後20年を経てルイ・パスツールが細菌と病気の関係を突き止めてからであった。センメルヴェイスとその説がたどった経緯は、しばしば認識論など科学哲学の分野でも論じられている。それはまさに経験論と実証主義が試された場であり、何が「科学的」と見られ（すなわち広く受け入れられ）、何がそうでなかったのか、という問題の実例を示しているのである。皮肉にも、センメルヴェイスの批判者たちは実証主義者を自認していたのであるが、同時に彼らは理論の中の「死体粒子が人間を死体に変える」というような非科学的に見える部分に囚われ、本質を見出すことができなかった。同時代の実証主義者たちからは、センメルヴェイス説は以前の迷信的な理解への先祖返りにしか見えなかったのである。

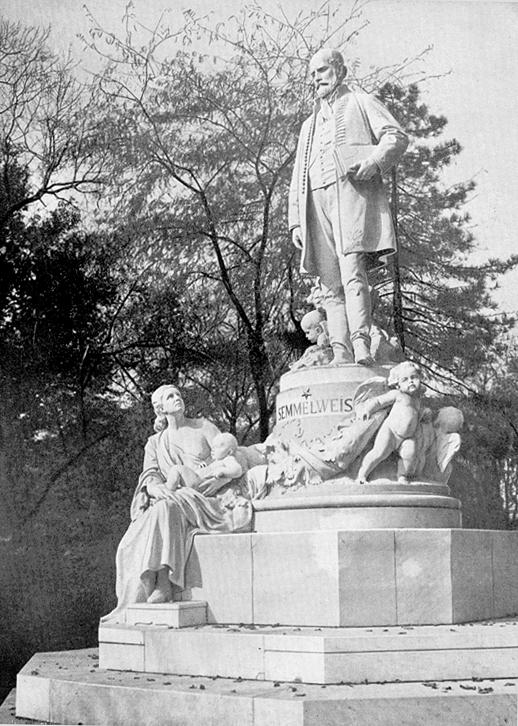
ブダペストのセント・ロークシュ病院に立つセンメルヴェイス像（アラヨシュ・ストローブル作、1904年）

通説に反する新たな知識に触れた人間がそれを反射的に拒絶する現象は、センメルヴェイス反射として知られている。これは、自らの説が同時代人によって嘲笑の的になり、拒絶され続けたセンメルヴェイスの名をとった用語である。
他にもセンメルヴェイスは、以下のような場で知られ、またその名を残している。
- 殺菌剤の先駆者とされる。
- センメルヴェイス大学: ブダペストの医学・健康関連分野の大学
- センメルヴェイス医学歴史博物館 (Semmelweis Orvostörténeti Múzeum):  センメルヴェイスの生家のあった場所に建てられている[53]。
- ゼメルヴァイス・クリニク (Semmelweis Klinik): ウィーンにある女性のための病院
- センメルヴェイス病院: ミシュコルツ（ハンガリー）にある病院。
- 2008年、センメルヴェイスはオーストリアの50ユーロ記念金貨の肖像に選ばれた[58]。
- 小惑星(4170) センメルヴェイスは彼の名にちなんでいる。
- 1932年7月1日から、ハンガリーの郵便切手の「著名なハンガリー人」シリーズに含まれている。 Stamp:Ignác Semmelweis (1818~1865), physician
- COVID-19の流行により世界的に手洗いの励行が呼びかけられているさなかの2020年3月20日には、Googleのトップページが「Recognizing Ignaz Semmelweis and Handwashing（センメルヴェイス・イグナーツの手洗い提唱を称えて）」と題した特別仕様（Google Doodleを参照）に変更され、ロゴ部分をクリックすると効果的な手洗いの方法を示すアニメーション（その横でストップウォッチを持ったセンメルヴェイスが、ちゃんと時間をかけて手を洗っているかを見張っている）が流れる仕掛けが施された。同時に公開された特設ページでは、センメルヴェイスの肖像イラストをあしらった手洗い啓発ポスターや、世界保健機関事務局長のテドロス・アダノムが手洗いを指導する動画などが掲載されている。

### 映画
- That Mothers Might Live (1938), U.S.A., MGM, director: Fred Zinnemann, Oscar for the best short film
- Semmelweis (1940), Hungary, Mester Film, director: André de Toth
- Semmelweis — Retter der Mütter (1950), East Germany, DEFA, director: Georg C. Klaren
- Ignaz Semmelweis – Arzt der Frauen (1987), West Germany/Austria, ZDF/ORF, director: Michael Verhoeven
- Semmelweis (1994), the Netherlands, Humanistische Omroep Stichting, director: Floor Maas
- Docteur Semmelweis (1995), France/Poland, director: Roger Andrieux
- Semmelweis (2001 short film), U.S.A./Austria, Belvedere Film, director: Jim Berry

### 文学
- Semmelweis, Ignác; von Györy, Tiberius (1905) (German), Semmelweis's Gesammelte Werke Herausgegeben und zum Theil aus dem Ungarischen Übersetzt [The complete published works of Semmelweis, in part published from Hungarian], Jena Verlag von Gustav Fischer, p. 604 is the classic reference, in Latin print, not the original Gothic print.
- Louis-Ferdinand Céline completed his M.D. thesis on Semmelweis in 1924. It was published as a fictionalized biography under the title La Vie et l'œuvre de Philippe Ignace Semmelweis in 1936 (English versions: The Life and Work of Semmelweis, tr. by Robert Allerton Parker, Boston : Little, Brown and Company, 1937; Semmelweis, tr. by John Harman, Atlas Press, 2008).
- In William Forstchen's The Lost Regiment series, one of the main characters is a doctor named Emil Weiss, the regiment's surgeon.  On multiple occasions, it is mentioned that he had studied under Semmelweis and as such had developed effective sanitation techniques to avoid infection when treating injuries.
- Morton Thompson's 1949 novel The Cry and the Covenant is a fictionalized account based on the life of Semmelweis.
- Motherkillers, a novel by John Piper, based on the Semmelweis story.[59]
- Kurt Vonnegut praises Semmelweis at length in his 2005 memoir, A Man Without a Country, portraying his story as a tragic tale of a powerful force for good being ignored, mocked and derided in his own time. Vonnegut called him "my hero" and held his story up as a beneficial example for all mankind.
- Genius Belabored: Childbed Fever and the Tragic Life of Ignaz Semmelweis, by Theodore G. Obenchain.[60]

### 演劇
- Semmelweis, opera-theater work by Raymond J. Lustig (music) and Matthew Doherty (libretto).  Premiere production June 2018 in Miskolc, Hungary, directed by Martin Boross, featuring Szilveszter Szabó, Veronika Nádasi, and the Bela Bartok Chamber Choir of Szolnoc, co-produced by Budapest Operetta Theater and Bartok Plusz Opera Festival.  Nine additional Hungarian-language performances in Budapest, and a five-city tour throughout Hungary, 2018-19.
- "Semmelweis" by Jens Bjørneboe. Performed in 1977 at Studio Arena Theater in Buffalo, New York with Lewis J. Stadlen, Kathy Bates, and Kim Hunter. Performed in 1978 at Kennedy Center in Washington, D.C. with Colin Blakeley. Performed in 1981 at Hartman Theater in Stamford, Connecticut.
- "What are you fighting for, Dr Semmelweis" by Titus Alexander, 1973. Performed July 1974 at Churchill Theatre, Edinburgh, Scotland, by pupils of the Edinburgh Rudolf Steiner School Dramatic Society, with Simon Scott as Semmelweis with music composed by Mark Edwards. Translated into German as "Um was kämpfen Sie, Dr. Semmelweis?" by Concilia Viegener and performed by a Steiner school in Brazil.
- "Semmelweis" by Peter Russell. A 90-minute play broadcast 9 August 1971 on BBC Radio 4 featuring Sandor Eles in the title role.